# Rúmil
Rúmil est un personnage du légendaire de l'écrivain britannique J. R. R. Tolkien, cité dans Le Silmarillion.

## Histoire
Rúmil est un Elfe Noldo, considéré comme l'inventeur des premiers signes d'écriture : les sarati. Fëanor s'en inspira grandement pour créer ses tengwar. Il est un grand connaisseur des traditions elfiques et est l'auteur de plusieurs textes comme l'Ainulindalë, les Annales d'Aman ou le I Equessi Rúmilo, ce dernier incluant entre autres les seuls exemples connus de valarin, la langue des Valar.

« Rúmil de Tirion fut le premier des sages qui trouva les premiers signes propres à conserver la parole et le chant, les uns pour être gravés dans le métal ou dans la pierre, d'autres pour la plume et le pinceau. »

— J. R. R. Tolkien, Le Silmarillion

## Homonyme
Un autre Elfe porte ce nom : Rúmil de Lórien, qui apparaît dans La Communauté de l'anneau.